# L'Enfant-cheval
Pour les articles homonymes, voir L'Enfant-cheval (homonymie).
Pour plus de détails, voir Fiche technique et Distribution.
L'Enfant-cheval (اسب دوپا, Asbé dou-pa) est un  film franco-iranien réalisé par Samira Makhmalbaf, sorti en 2008.

## Synopsis
Un petit garçon d'une famille riche est handicapé moteur et a besoin d'aide pour se déplacer dans un village d'Afghanistan où le fauteuil roulant n'a pas fait son apparition. Cet enfant embauche un jeune garçon valide physiquement, mais simple d'esprit, pour la belle somme d'un dollar par jour. Le jeune simplet va connaître fatigue et humiliation sous la direction de son méchant maître sans scrupule. Mais bien vite, ils vont se rendre compte que leur tandem est désormais indispensable dans leur vie respective.

## Fiche technique
- Titre : L'Enfant-cheval
- Titre original : اسب دوپا (Asbé dou-pa)
- Réalisation : Samira Makhmalbaf
- Scénario : Mohsen Makhmalbaf
- Musique : Tolibhon Shakhidi
- Décors : Akbar Meshkini
- Photographie : Farzad Jadat
- Son : Hussein Mahdavi
- Montage : Mohsen Makhmalbaf
- Production : Mohsen Makhmalbaf, Samira Makhmalbaf et Mehrdad Zonnour
- Société de production : Makhmalbaf Productions, Wild Bunch
- Pays d'origine :  Iran et  France
- Langues originales : persan et ouzbek
- Format : couleur
- Genre : drame
- Durée : 101 minutes (1h41)
- Dates de sortie :
  -  Canada : 6 septembre 2008 (première mondiale au festival international du film de Toronto)
  -  France : 6 mai 2009
  -  Belgique : 13 octobre 2008

## Distribution
- Ziya Mirza Mohamad : Guiah, l'enfant-cheval
- Haron Ahad : le maître
- Gol Gotai Karimi : la jeune mendiante
- Khojeh Nader : l'oncle
- Yasin Tavildar : le père

## Tournage
Le film a été tourné en Afghanistan.

## Distinctions

### Récompenses
- 2008 : prix Georges Delerue pour la meilleure musique au festival international du film des Flandres.
- 2008 :  prix spécial du jury pour Samira Makhmalbaf au festival international du film de Saint-Sébastien.

### Sélection
- 2008 : sélection en compétition pour le Grand prix au festival international du film des Flandres.